# Cantón de Vaud
El cantón de Vaud (VD, oficialmente en francés Canton de Vaud; en alemán: Kanton Waadt; en italiano Canton Vado; en retorromanche Chantun Vad; del latín Pagus Valdensis o Pagus Waldensis) es un cantón suizo cuya capital es Lausana. El gentilicio de este cantón es valdense (del francés: vaudois), por lo que también se puede denominar cantón valdense. El cantón de Vaud es el más grande y poblado de la Romandía.

## Historia
Los territorios valdenses pertenecieron inicialmente a Saboya. En 1536 la región es conquistada por la Ciudad-Estado de Berna que favoreció la reforma protestante comenzada por Pierre Viret. El 24 de enero de 1798, la región de Vaud obtiene su independencia al ser proclamada cantón suizo de la República Helvética. Tras el Acta de Mediación de Napoleón Bonaparte en 1803, el 14 de abril se adhiere oficialmente a la Confederación suiza como cantón independiente. En 1815, el Congreso de Viena reconoce la independencia de los territorios de Vaud, Argovia y Turgovia. En 1959, el cantón de Vaud fue el primero en introducir el voto femenino.

## Geografía
El cantón de Vaud ocupa la mayor parte de la Suiza occidental. Sus fronteras se extienden desde el borde del lago Lemán hasta los del lago de Neuchâtel, así como el Jura al oeste y los Alpes en el sureste. Limita al sur con Francia, cantón de Ginebra y cantón de Valais; al norte con el cantón de Neuchâtel y al este con los cantones de Friburgo y Berna. 
El territorio valdense es bañado por numerosos ríos y lagos. Entre los principales lagos están el Lemán, Neuchâtel y Murten/Morat. Los ríos más importantes son el Orbe, la Broye, la Venoge, la Mentue y la Aubonne.

## Economía
La economía del cantón de Vaud es bastante variada. En el sector primario destaca la producción de vino, leche, quesos, entre otros. El sector secundario es apalancado por la principal empresa del cantón: Nestlé. El cantón es también sede de numerosas empresas internacionales, entre las que se encuentran Logitech, Philip Morris, Bata y Kudelski. Además, un número importante de organizaciones internacionales tienen su sede en territorio valdense. Las más representativas son algunas de las organizaciones deportivas asociadas al Comité Olímpico Internacional que tienen su sede en Lausana o las ciudades cercanas. 

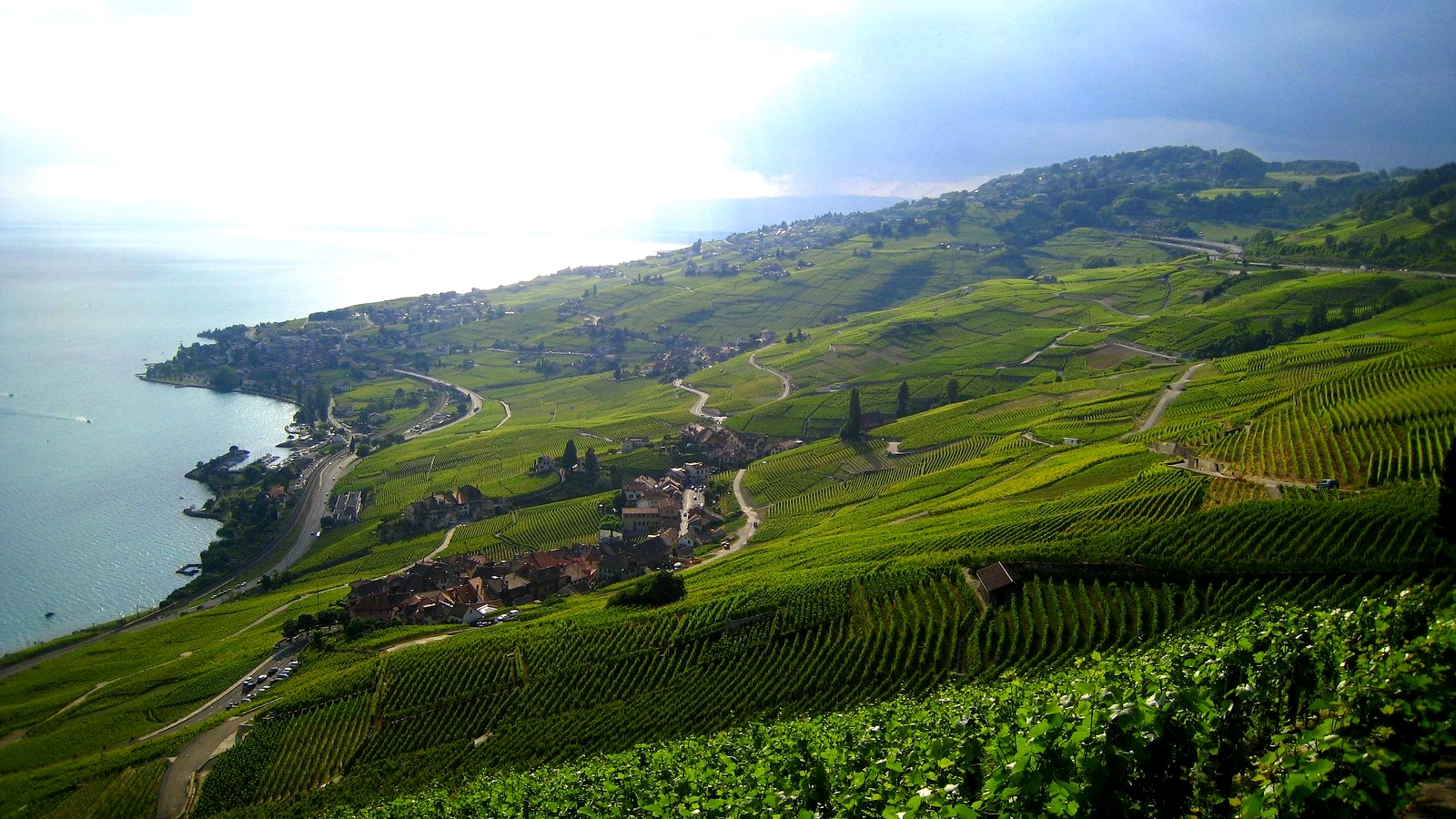
Lavaux, viñedo en terrazas.

### Turismo
El cantón de Vaud tiene varios atractivos turísticos importantes. La región más turística es probablemente la Riviera valdense, con las ciudades de Montreux y Vevey, en las que los turistas visitan la estatua y el museo Charlie Chaplin, la estatua de Freddie Mercury o el castillo de Chillon. Entre la Riviera y Lausana se encuentra la región de Lavaux, dada a conocer tras su declaración como patrimonio de la Humanidad por la Unesco en 2007. Otros atractivos del cantón son: baños termales de Lavey e Yverdon-les-Bains, las estaciones de esquí de los Diablerets y Leysin. Algunos eventos importantes incluyen el Festival de Jazz de Montreux y Paléo Festival.

## Distritos
Los distritos del cantón de Vaud son subdivisiones políticas que reagrupan un cierto número de comunas. Estos distritos dan el mapa electoral del cantón. El 17 de junio de 1798, en la época de la República Helvética, se fijó un número de diecisiete distritos del cantón de Lemán. En 1803, Napoleón Bonaparte impuso una nueva constitución a Suiza, y se definieron así diecinueve distritos para el cantón de Vaud. Estos fueron determinados con situaciones prácticas. Por ejemplo, la comuna cabeza del distrito no debía quedar a más de un día a pie de distancia.
En 2003, la nueva constitución impuso la reducción del número de distritos de doce a diez. Los nuevos diez distritos del cantón no tienen ninguna otra división interna como antes, es decir, que los círculos fueron suprimidos. Además, se hizo una nueva repartición de comunas. Así, por ejemplo, las comunas del antiguo distrito de Lausana fueron separadas en tres distritos diferentes. 
Lista de los nuevos distritos del cantón de Vaud (2008):

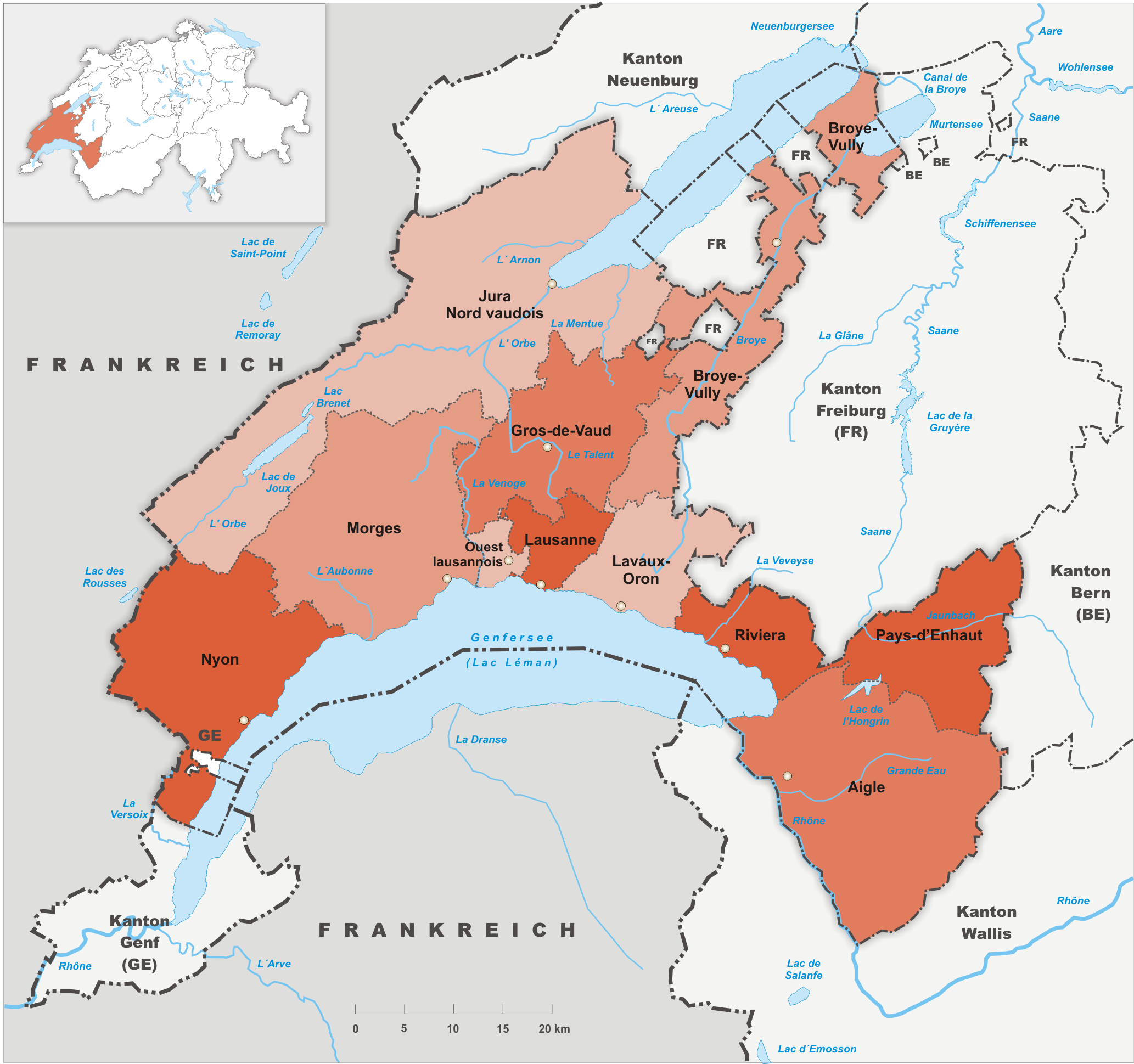
Distritos del cantón de Vaud 2008.

- Distrito de Aigle, con capital en Aigle
- Distrito de Broye-Vully, con capital en Payerne
- Distrito de Gros-de-Vaud, con capital en Echallens
- Distrito de Jura-Nord vaudois, con capital en Yverdon-les-Bains
- Distrito de Lausana, con capital en Lausana
- Distrito de Lavaux-Oron, con capital en Bourg-en-Lavaux
- Distrito de Morges, con capital en Morges
- Distrito de Nyon, con capital en Nyon
- Distrito del Ouest lausannois, con capital en Renens
- Distrito de la Riviera-Pays-d'Enhaut, con capital en Vevey

## Municipios

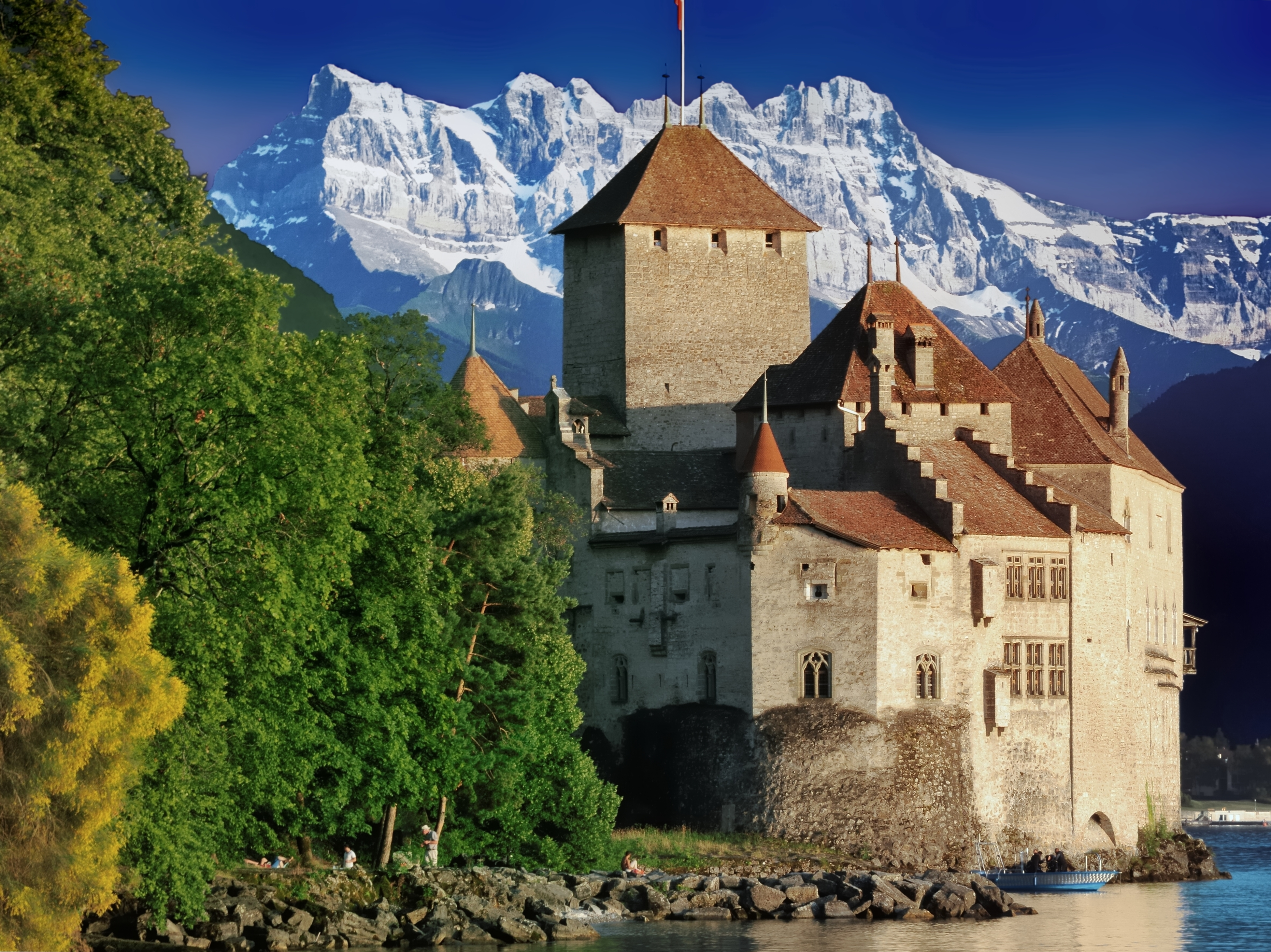
Castillo de Chillon.

Hay 376 municipios en el cantón.

## Política
| Elecciones cantonales de Vaud de 2022                     |        |       |         |             |
| Partido                                                   | Votos  | %     | Escaños | +/-         |
| Partido Liberal Radical Suizo (PLR)                       | 42.409 | 28,43 | 50/150  | 1           |
| Partido Socialista Suizo (PS)                             | 26.887 | 18,02 | 32/150  | 5           |
| Los Verdes (Les Verts)                                    | 20.277 | 13,59 | 25/150  | 4           |
| Unión Democrática de Centro (UDC)                         | 18.698 | 12,53 | 23/150  | 2           |
| Partido Verde Liberal (PVL)                               | 9.361  | 6,27  | 11/150  | 4           |
| Partido Suizo del Trabajo - Solidaridad (PST-SolidaritéS) | 3.564  | 2,39  | 4/150   | Sin cambios |
| Vaud Libre                                                | 2.234  | 1,50  | 2/150   | 2           |
| Decrecimiento Alternativas (Décroissance alternatives)    | 1.278  | 0,86  | 2/150   | 1           |
| Solidaridad y Ecología (Solidarité et Écologie)           | 929    | 0,62  | 1/150   | 1           |